# Киебак (река)
Киебак — река в России, протекает по Башкортостану. Устье реки находится в 59 км по правому берегу реки Быстрый Танып. Длина реки составляет 48 км, площадь водосборного бассейна — 421 км². Высота истока — 202 м над уровнем моря. Высота устья — 71 м над уровнем моря.

## Притоки
- 12 км: Савляш
- 26 км: Атлегач
- 36 км: Ваня (приток Киебака) (лв)

## Данные водного реестра
По данным государственного водного реестра России относится к Камскому бассейновому округу, водохозяйственный участок реки — Белая от города Бирск и до устья, речной подбассейн реки — Белая. Речной бассейн реки — Кама.
Код объекта в государственном водном реестре — 10010201612111100026237.